# Фабомотизол
Фабомотизол — анксиолитическое лекарственное средство с недоказанной эффективностью, появившееся в России в начале 2000-х годов под торговым названием «Афобазол». B Украине известен под торговым названием «Бафазол». В 2013 году препарату присвоено международное непатентованное наименование fabomotizole. 
Фабомотизол (афобазол) известен преимущественно на территории России, в авторитетных международных источниках не упоминается, доказательств эффективности не имеет. Эффективность и безопасность не подтверждена рандомизированными двойными слепыми плацебо-контролируемыми исследованиями с достаточной выборкой.

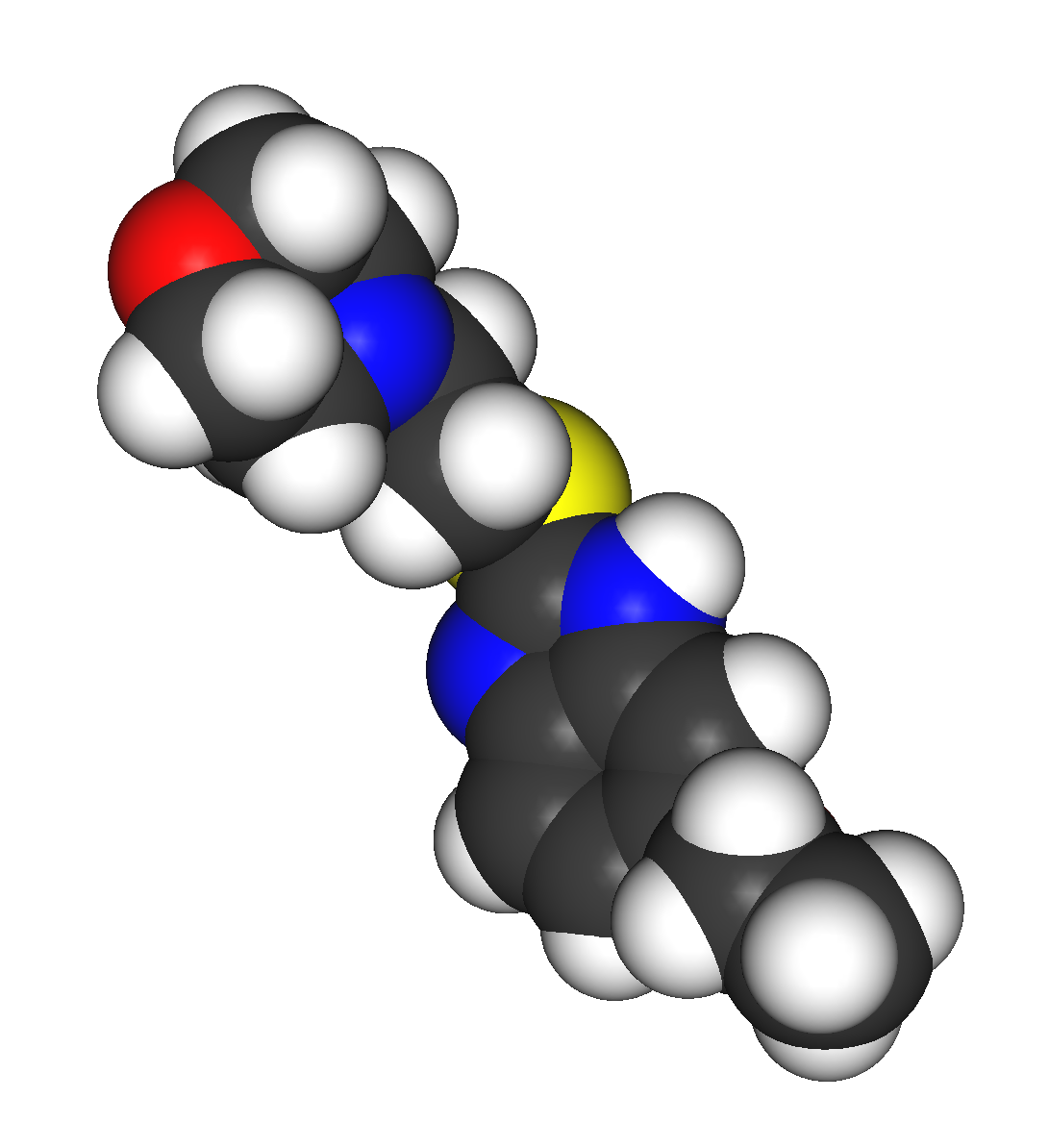
Модель молекулы вещества

## История
Препарат был разработан в НИИ фармакологии РАМН, став результатом поиска избирательно действующих анксиолитиков, которые были бы лишены побочных эффектов, характерных для основной группы противотревожных препаратов — бензодиазепинов.

## Фармакодинамика
По данным радиолигандного анализа, проведенного французской компанией CEREP, в терапевтической концентрации препарат является:
- Лигандом сигма-1 рецепторов (Ki = 5.9 µM).
- Лигандом МТ1 рецепторов (мелатониновый рецептор, тип 1).
- Лигандом мелатонин-зависимого регуляторного сайта (мелатониновый рецептор, тип 3) хинон редуктазы 2 (хинон редуктаза, тип 2; NQO2). Фабомотизол ингибирует хинон редуктазу 2[8].

Данные о том, что препарат является ингибитором МАО, не обозначены в официальной инструкции к препарату. Тем не менее, селективные ингибиторы МАО-А обладают определённым рядом побочных эффектов. К возможным побочным действиям селективных ингибиторов МАО-А, а соответственно афобазола, относятся нерезко выраженные сухость во рту, задержка мочи, тахикардия, диспептические явления; в редких случаях возможны головокружение, головная боль, тревога, беспокойство, тремор рук. Могут возникать также кожные аллергические реакции.
Согласно инструкции по применению одного из производителей, препарат стабилизирует ГАМК- и бензодиазепиновые рецепторы и восстанавливает их чувствительность к эндогенным медиаторам торможения, оказывает нейропротективное действие, уменьшает или устраняет чувство тревоги, напряженность, соматические проявления тревоги, вегетативные нарушения, когнитивные расстройства. Там же говорится, что препарат особенно показан для лиц с преимущественно астеническими личностными чертами в виде тревожной мнительности, неуверенности, повышенной ранимости и эмоциональной лабильности, склонности к эмоционально-стрессовым реакциям.

## Фармакокинетика
При приеме внутрь: Cmax — (0,13±0,073) мкг/мл; период полувыведения T1/2 — 0,82 ч; среднее время удержания препарата в организме (MRT) — (1,6±0,86) ч.

## Клинические исследования
В публикации 2012 года отмечалось, что РКИ по оценке эффективности фабомотизола при тревожных расстройствах отсутствуют и это существенно ограничивает его доказательную базу. 
В 2016 году были опубликованы данные многоцентрового рандомизированного исследования, которое полностью прошли 148 пациентов[малая выборка!]. По его итогам исследователи сделали вывод, что фабомотизол при генерализованном тревожном расстройстве и расстройствах адаптации не менее эффективен, чем диазепам, превосходя его по профилю безопасности. Исследование завершили 148 пациентов из 150; в группу пациентов, принимавших диазепам, входили 48 из них, 100 пациентов входили в группу принимавших фабомотизол.